# The Hunger Games: Mockingjay - Part 2 (soundtrack)
The Hunger Games: Mockingjay - Part 2, Original Motion Picture Soundtrack is de officiële soundtrack van de film The Hunger Games: Mockingjay - Part 2 en werd uitgebracht op 23 november 2015 door Republic Records.
Het album bevat de originele filmmuziek die gecomponeerd is door James Newton Howard. Hij componeerde ook de filmmuziek van alle vorige films van The Hunger Games. In tegenstelling tot de soundtrackalbums van de vorige films van De Hongerspelentrilogie is er bij dit soundtrackalbum geen popmuziek in de track-list meegenomen op het album. Dirigent Pete Anthony dirigeerde zowel het orkest als het koor London Voices. Sunna Wehrmeijer was de solo vocalist. De opnames vonden plaats in de Abbey Road Studios in Londen. De tekst van het nummer "Deep in the Meadow" is geschreven door Suzanne Collins en de muziek gecomponeerd door T Bone Burnett en Simone Burnett en gezongen door Jennifer Lawrence.

## Nummers
| Nr. | Titel | Duur |
| --- | --- | ---- |
| 1   | Prim Visits Peeta                                                                                          | 1:25 |
| 2   | Send Me To District 2                                                                                      | 2:09 |
| 3   | Go Ahead, Shoot Me                                                                                         | 4:58 |
| 4   | Stowaway                                                                                                   | 3:36 |
| 5   | Your Favorite Color Is Green                                                                               | 2:25 |
| 6   | Transfer Command                                                                                           | 8:14 |
| 7   | Your Next Step                                                                                             | 2:30 |
| 8   | The Holo                                                                                                   | 3:46 |
| 9   | Sewer Attack                                                                                               | 8:00 |
| 10  | I Made It Up                                                                                               | 1:28 |
| 11  | Mandatory Evacuation                                                                                       | 3:14 |
| 12  | Rebels Attack                                                                                              | 5:17 |
| 13  | Snow's Mansion                                                                                             | 1:57 |
| 14  | Symbolic Hunger Games                                                                                      | 2:08 |
| 15  | Snow's Execution                                                                                           | 1:57 |
| 16  | Plutarch's Letter                                                                                          | 3:01 |
| 17  | Buttercup                                                                                                  | 1:09 |
| 18  | Primrose                                                                                                   | 3:16 |
| 19  | There Are Worse Games To Play / Deep In The Meadow / The Hunger Games Suite (featuring: Jennifer Lawrence) | 9:41 |

## Hitnoteringen
| Hitlijsten                  | Hoogste positie |
| --------------------------- | --------------- |
| Vlaamse Ultratop 200 Albums | 168             |